# Eleccions legislatives luxemburgueses de 1919
Les eleccions legislatives luxemburgueses de 1919 se celebraren el 26 d'octubre de 1919, per a renovar els 47 membres de la Cambra de Diputats de Luxemburg, després que la reforma de la constitució del Gran Ducat establís el sufragi universal i la representació proporcional. Guanyà per majoria absoluta el Partit de la Dreta, i fou nomenat primer ministre el seu cap, Émile Reuter.

## Resultats
| ← Eleccions legislatives luxemburgueses, 1919 → |                             |   |            |        |            |
| Partit                                          | Partit                      | % | Diferència | Escons | Diferència |
|                                                 | Partit de la Dreta          |   |            | 27     |            |
|                                                 | Partit Socialista           |   |            | 8      |            |
|                                                 | Lliga Liberal de Luxemburg  |   |            | 7      |            |
|                                                 | Partit Nacional Independent |   |            | 3      |            |
|                                                 | Partit Popular Independent  |   |            | 2      |            |
|                                                 | Esquerra independent        |   |            | 1      |            |
| Total                                           | Total                       |   |            | 47     | —          |
|                                                 |                             |   |            |        |            |